# 菲利普·湯普森

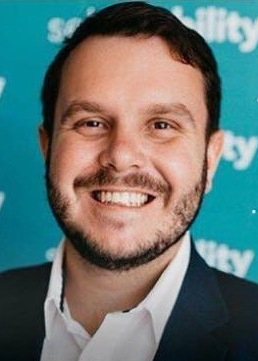

菲利普·湯普森（英語：Phillip Bruce Thompson；1988年5月7日—）是澳大利亞的一位政治家，所屬政黨是昆士蘭自由國家黨。他在2019年澳大利亞聯邦大選當選赫伯特選區的議員。